# Guatteria cubensis
Guatteria cubensis este o specie de plante angiosperme din genul Guatteria, familia Annonaceae, descrisă de Johannes Bisse. Conform Catalogue of Life specia Guatteria cubensis nu are subspecii cunoscute.